# جزیره کوتلین
جزیره کوتلین (انگلیسی: Kotlin Island) یک جزیره در منطقه شهری سن‌پترزبورگ کشور روسیه است.